# Leandro Trossard
Leandro Trossard é um futebolista belga que atua como ponta-esquerda, segundo-atacante ou meio-campista. Atualmente joga pelo Arsenal.

## Carreira no clube

### Genk
Trossard ingressou na academia juvenil do K.R.C. Genk vindo da academia do K. Bocholter V.V. em 2010. Ele foi promovido ao elenco principal em 2012, fazendo sua estreia, embora breve, em 13 de maio de 2012 em uma partida da liga contra o K.A.A. Gent. O jogo terminou 3-1 a favor do Gent. Trossard foi introduzido aos 87 minutos, substituindo Stef Peeters. Esses três minutos foram os únicos que ele jogou na liga naquela temporada. Por várias temporadas, ele foi consistentemente emprestado. Como resultado, ele não marcou seu primeiro gol na liga pelo Genk até mais de quatro anos depois, em uma derrota fora de casa por 4-1 para o K.V. Kortrijk em 25 de setembro de 2016. Ele foi colocado como substituto de Leon Bailey e marcou aos 63 minutos, assistido por Bryan Heynen.
Em janeiro de 2013, Trossard foi emprestado ao Lommel United. Em doze partidas da liga, ele marcou sete gols. Sua estreia pelo Lommel ocorreu em 3 de fevereiro de 2013 em uma derrota fora de casa por 1 a 0 para o Sint-Truiden. Ele foi introduzido como substituto aos 63 minutos, substituindo Thomas Jutten. Talvez, o melhor jogo durante seu período de empréstimo tenha sido seu hat-trick em uma vitória em casa por 3 a 2 sobre o K.F.C. Dessel Sport, na frente de 2000 torcedores no Soevereinstadion. Ele marcou um gol aos 11 minutos, outro aos 60 (de pênalti), e o último aos 74. Ele foi substituído aos 88 minutos.
Em julho de 2013, Trossard foi emprestado ao K.V.C. Westerlo. Em 17 partidas da liga, ele marcou três gols. O primeiro desses gols ocorreu em 9 de agosto de 2013 em uma vitória fora de casa por 2 a 0 sobre seu ex-clube Lommel United. Ele marcou aos 74 minutos. Ele estreou em 3 de agosto de 2013 em um empate em casa por 2 a 2 com o A.F.C. Tubize. Esta também foi sua primeira partida como titular pelo clube. Trossard ajudou o Westerlo a conquistar a promoção para
Em julho de 2014, Trossard foi emprestado novamente ao Lommel United. Ele continuou sua forma de marcar gols, balançando as redes 16 vezes em 33 partidas da liga. Ele marcou seu segundo hat-trick na carreira pelo Lommel em 22 de março de 2015 em uma demolição por 6-0 do Racing Mechelen. Seus gols vieram aos 33, 61 e 69 minutos. Nessa temporada, o Lommel ficou apenas nove pontos da promoção de volta à primeira divisão.
Em julho de 2015, Trossard foi emprestado novamente, desta vez ao OH Leuven. Em 30 partidas da liga, ele marcou oito gols. Ele fez sua estreia pelo Leuven em 25 de julho de 2015 em uma derrota por 3-1 fora de casa para o clube de onde havia sido emprestado, o Genk. O Genk não aplicou a regra de não permitir que jogadores emprestados jogassem contra eles, pois ele foi chamado do banco aos 61 minutos, substituindo Yohan Croizet. Seu primeiro gol na liga pelo Leuven veio em 16 de agosto de 2015 em uma vitória por 2 a 0 sobre o Charleroi. Ele teve um impacto imediato vindo do banco. Ele entrou em campo no lugar de Yohan Croizet aos 82 minutos e marcou aos 85.

### Brighton & Hove Albion

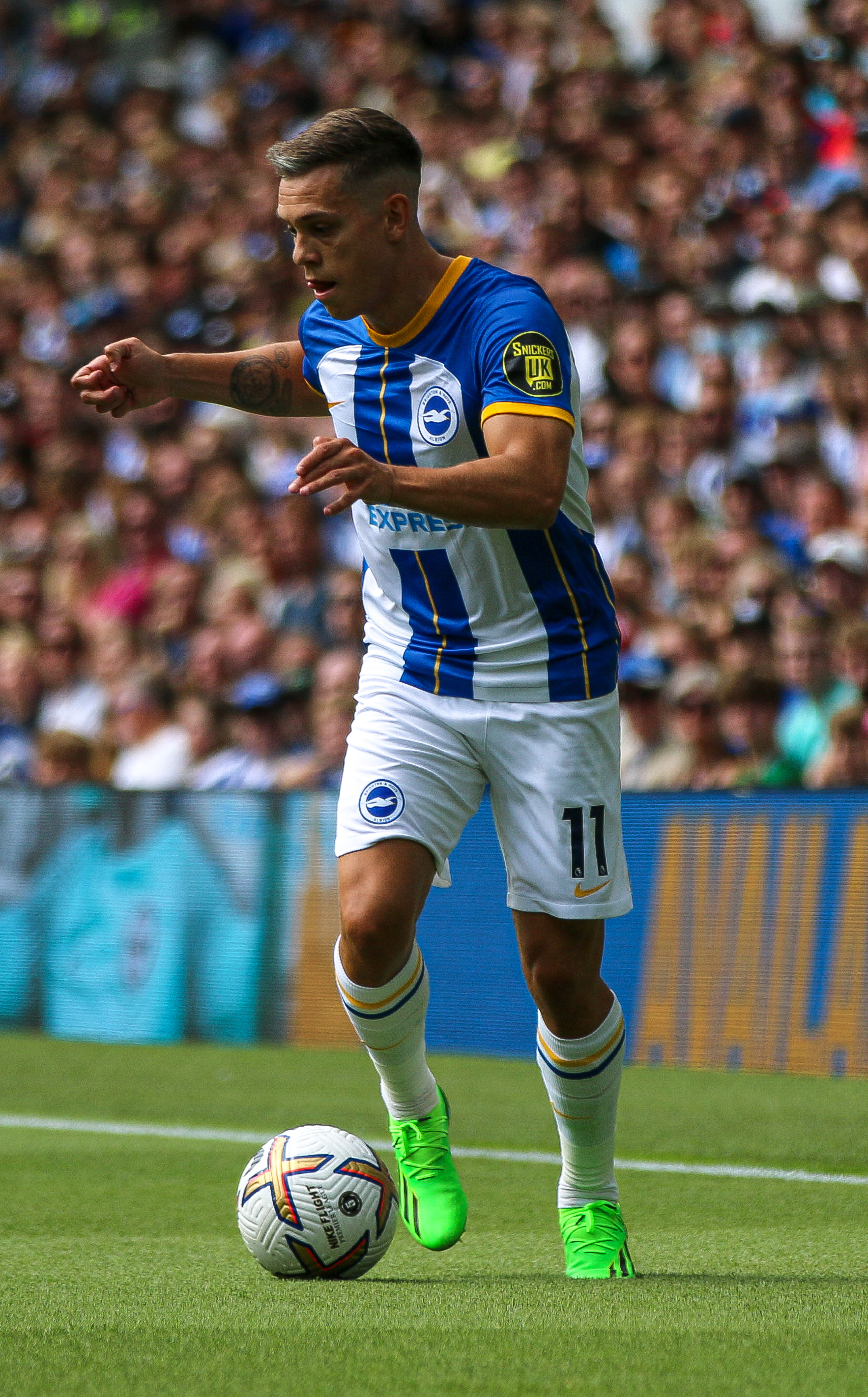
Trossard jogando pelo Brighton & Hove Albion em 2022

Em 26 de junho de 2019, o Brighton concordou em contratar Trossard, que assinou um contrato de quatro anos com opção por mais um ano, tornando-se a segunda contratação do clube no verão, após a chegada de Matt Clarke do Portsmouth. Trossard fez sua estreia pelos 'Gaviões' em 17 de agosto, quando marcou o gol de empate no empate em casa por 1 a 1 contra o West Ham United. Mais cedo no jogo, ele teve um gol negado por impedimento pelo VAR. Trossard marcou duas vezes contra o Norwich na temporada 2019-20, uma na vitória em casa por 2 a 0 em 2 de novembro de 2019, e novamente em uma importante vitória fora de casa por 1 a 0 em 4 de julho de 2020 para ajudar o Brighton a se distanciar ainda mais da zona de rebaixamento.

### Arsenal
Em 31 de janeiro de 2021, Trossard marcou o único gol em uma vitória em casa por 1 a 0 sobre o Tottenham Hotspur para garantir a primeira vitória em casa dos Seagulls na temporada 2020–21. Trossard jogou na vitória por 1 a 0 do Brighton fora de casa sobre os campeões defensores Liverpool em 3 de fevereiro, reivindicando a primeira vitória na liga no Anfield desde 1982, onde desviou o chute de Steven Alzate de volta para Alzate, sendo premiado com a assistência no único gol da partida. Em 14 de março de 2021, Trossard marcou o gol da vitória em uma vitória fora de casa por 2 a 1 sobre o Southampton, garantindo a primeira vitória do Brighton sobre os Saints na história da Premier League. Trossard marcou o primeiro gol da recuperação do Brighton de uma desvantagem de 2 a 0 para vencer o campeão Manchester City por 3 a 2 em 18 de maio, com os torcedores retornando ao futebol.
Trossard marcou seu primeiro gol na temporada 2021–22 em 11 de setembro, disparando um vencedor nos acréscimos aos 90 minutos marcando o único gol da partida na vitória fora de casa por 1 a 0 sobre os novatos da Premier League Brentford. Ele concedeu um pênalti ao empurrar Conor Gallagher fora de casa no Crystal Palace no primeiro jogo de derby da temporada em 27 de setembro, onde Wilfried Zaha converteu o pênalti para levar o Palace à frente por 1 a 0 no intervalo. No entanto, Neal Maupay marcou o empate aos 90+5 minutos para levar um ponto de volta para a costa sul. Trossard marcou o gol de empate do Brighton fora de casa contra o Liverpool em 30 de outubro, completando uma emocionante recuperação, saindo de uma desvantagem de 2 a 0 para conquistar um empate por 2 a 2. Ele aproveitou seu tempo no Norte de Londres em abril de 2022 marcando dois gols em dois jogos contra Arsenal e Tottenham. Abriu o placar na vitória por 2 a 1 no Arsenal no dia 9 e marcou um gol da vitória aos 90 minutos no Tottenham Hotspur Stadium em sua 100ª aparição pelo Albion, sete dias depois. Este foi o seu sexto gol da temporada, tornando-a sua melhor temporada de pontuação desde que se juntou ao clube de Sussex. Trossard marcou seu primeiro gol da temporada 2022–23, adicionando o segundo gol do Brighton na vitória por 2 a 0 fora de casa contra o West Ham em 21 de agosto, ajudando a manter sua série invicta de 11 jogos contra o Hammers na Premier League. Ele marcou seu primeiro gol em casa na temporada em 4 de setembro, colocando o Brighton novamente à frente na vitória em casa por 5 a 2 sobre o Leicester. Em sua próxima partida em 1 de outubro, Trossard se tornou o primeiro jogador do Brighton a marcar um hat-trick na Premier League no empate em 3 a 3 fora de casa contra o Liverpool. Seu duplo no primeiro tempo significou que ele foi o primeiro jogador a marcar dois gols no primeiro tempo em Anfield desde Wigan's Amr Zaki em outubro de 2008. O hat-trick de Trossard também significou que ele havia marcado quatro gols em duas aparições em Anfield. Trossard marcou seu 100º gol na carreira do clube em 22 de outubro, diminuindo a vantagem, na derrota fora de casa por 3 a 1 contra o Manchester City, bicampeão defensor.
No início de janeiro de 2023, no entanto, as relações de Trossard com o clube se deterioraram rapidamente depois que o técnico Roberto De Zerbi disse que o jogador seria afastado por sair de uma sessão de treinamento sem permissão. De Zerbi disse que não gostou da atitude ou comportamento do jogador. Em resposta, o agente Josy Comhair acusou De Zerbi de ter humilhado o jogador na frente de seus colegas de equipe, dizendo que uma transferência seria a melhor solução.

#### Temporada 2022–23
Em 20 de janeiro de 2023, o Arsenal confirmou a contratação de Trossard em um contrato de longo prazo. A taxa consistia em £20 milhões garantidos e cerca de mais £7 milhões em bônus. Ele recebeu a camisa de número 19 pelo clube, e estreou em 22 de janeiro como substituto em uma vitória por 3 a 2 sobre o Manchester United. Ele fez sua estreia completa em 27 de janeiro contra o Manchester City na quarta rodada da FA Cup.
Em 11 de fevereiro de 2023, Trossard entrou como substituto contra o Brentford e dentro de quatro minutos marcou seu primeiro gol pelo clube em um empate por 1 a 1.  Em 18 de fevereiro, ele fez sua primeira partida como titular na Premier League pelo Arsenal em uma vitória por 4 a 2 no Villa Park.  Uma semana depois, Trossard deu sua primeira assistência para o clube em uma vitória por 1 a 0 no Leicester City.  Ele ajudou nos três gols do Arsenal na vitória sobre o Fulham em 12 de março, tornando-se o primeiro jogador na história da Premier League a fornecer um hat-trick de assistências no primeiro tempo de um jogo, fora de casa, e o primeiro jogador desde Santi Cazorla a marcar um hat-trick e também registrar um hat-trick de assistências na mesma temporada. Ao final de sua primeira metade de temporada com o Arsenal, ele havia marcado um gol e fornecido 10 assistências.

#### Temporada 2023–24
Em 6 de agosto de 2023, Trossard saiu do banco e encontrou a rede nos últimos minutos da prorrogação para empatar em 1 a 1 contra o Manchester City na 2023 FA Community Shield, forçando uma disputa de pênaltis que o Arsenal venceu por 4 a 1.  Em 17 de setembro, ele marcou o único gol da partida em uma vitória por 1 a 0 fora de casa sobre o Everton, ajudando a selar a primeira vitória do Arsenal no Goodison Park desde 2017. Três dias depois, em 20 de setembro, ele marcou seu primeiro gol na Champions League e deu uma assistência em uma vitória por 4 a 0 sobre o PSV Eindhoven em sua estreia na competição. Em 21 de outubro, saindo do banco logo após eles marcarem um gol no 78º minuto, Trossard encontrou a rede no 84º minuto em uma virada contra o Chelsea que terminou em 2 a 2. Em 12 de março de 2024, Leandro Trossard marcou o único gol em uma vitória por 1 a 0 no segundo jogo da Liga dos Campeões nas oitavas de final contra o FC Porto, levando o jogo para prorrogação e pênaltis que o Arsenal venceu por 4 a 2, ajudando os Gunners a avançarem para as quartas de final da Liga dos Campeões pela primeira vez desde 2009–10, encerrando uma série de sete eliminações consecutivas nas oitavas de final na competição. 

## Títulos
KRC Genk
- Campeonato Belga: 2018-19[carece de fontes?]
- Copa da Bélgica: 2012-13[carece de fontes?]
- Supercopa da Bélgica: 2019[carece de fontes?]

Arsenal
- Supercopa da Inglaterra: 2023[carece de fontes?]